# 強尼·奧蘭多
約翰·文森特·奧蘭多（英語：John Vincent Orlando，2003年1月24日—）是一位加拿大創作歌手、YouTuber、詞曲作家和演員。知名單曲包括〈What If〉、〈someone will love you better〉。奧蘭多從2013年開始經營YouTube並發布歌曲翻唱影片。2015年至2018年，他發行了10餘首個人單曲和首張迷你專輯《VXIIXI》。2018年5月18日，奧蘭多與加拿大環球音樂公司簽約，並在2019年發行個人第二張迷你專輯《Teenage Fever》。2022年，奧蘭多發行個人首張錄音室專輯《混亂青春》。
2019年至2022年，奥兰多被提名朱诺年度突破艺术家奖。他还連續四次获得MTV欧洲音乐奖最佳加拿大藝人奖。他与加拿大环球音乐公司签约後发行了多首单曲，如〈Day and Night〉、〈What If〉、〈Last Summer〉、〈Waste My Time〉、〈All These Parties〉、〈Phobias〉、〈See You〉和〈Everybody Wants You〉。
他的首张迷你专辑《VXIIXI》于2015年发行，当时他只有12岁。他的第二张迷你专辑《Teenage Fever》于2019年3月15日发行。他开始了他的第二次北美巡演，以支持迷你专辑，从2019年4月29日在芝加哥开始，到2019年5月22日在温哥华结束。它得到了他的密友海登·萨默尔和格斯·麦克米兰的支持。
据宣布，MTV于2020年7月底与奥兰多签署了客户产品协议。2020年10月，他宣布他的第三张迷你专辑《It's Never Really Over》将于 2020年10月23日发行。
2022年8月19日，奧蘭多發佈了首張個人首張錄音室專輯《混亂青春》（All The Things That Could Go Wrong）。

## 早期生活
约翰·奥兰多于2003年1月24日在加拿大安大略省密西沙加出生。他的父亲Dale Vincent Orlando是一名律师。他的母亲Meredith Orlando是一名家庭主妇。他有三个姐妹：他的姐姐Madison有一个YouTube频道，她经常在YouTube上发布关于她的饮食和健康习惯的帖子；第二大姐姐Darian帮助他写歌和促销，最小的Lauren Orlando是一名博客作者、YouTuber、歌手和有抱负的女演员。Johnny Orlando有意大利血统。

## 外部連結
- 官方网站
- 強尼·奧蘭多在互联网电影资料库（IMDb）上的資料（英文）
- 強尼·奧蘭多的Discogs页面（英文）
- Spotify上的強尼·奧蘭多 （页面存档备份，存于）
- YouTube上的強尼·奧蘭多頻道
- 強尼·奧蘭多的Instagram帳戶
- 強尼·奧蘭多的X（前Twitter）
- 強尼·奧蘭多的TikTok